# 乔赛亚·威拉德·吉布斯
乔赛亚·威拉德·吉布斯（英語：Josiah Willard Gibbs，/ɡɪbz/；1839年2月11日—1903年4月28日），美国科学家。他在物理学、化学以及数学领域都做出了重大的理论贡献，其中在有关热力学的实际应用的研究奠定了物理化學的基础。:344吉布斯还通过系综理论给出了热力学定律的一种微观解释，由此成为统计力学的创建者之一。“统计力学”这个术语也是由他引入的。同时，吉布斯还将麦克斯韦方程组引入物理光学的研究，并与英国科学家奥利弗·亥维赛各自独立发展了现代向量分析理论:473。
1863年，吉布斯获得耶鲁学院所授予的美国国内首个工程学博士学位。1871年，他在旅居欧洲三年后被聘任为耶鲁学院的数学物理学教授，并一直担任这一职位直到去世。吉布斯尽管相对孤立於当时科学蓬勃发展的欧洲，但还是成为了美国首位获得国际声誉的理论科学家，并被阿尔伯特·爱因斯坦誉为“美国史上最为杰出的英才”。1901年，他因在数学物理学领域的贡献而獲授当时国际科学界的最高奖项，英国皇家学会颁发的科普利奖章。
吉布斯一生的事迹受到众多作家以及评论家的传颂。他所做的研究尽管大多都是纯理论性的，但其实际应用价值在20世纪上半叶化工领域的蓬勃发展中得到了充分的體現。諾貝爾物理學獎得主罗伯特·密立根曾这样评价吉布斯：“[他]對于统计力学和热力学来说，就如同拉普拉斯之于天体力学，麦克斯韦之于电动力学。他为自己所研究的领域构造了几近完整的理论体系。”:121–146

## 生平

### 家族背景
吉布斯出身于一个英才辈出的美国北方家族。他的父亲是语言学家兼神学家老乔赛亚·威拉德·吉布斯，母亲是玛丽·安娜·吉布斯。他是他父母五个子女中的老四，也是他们唯一的儿子。他的父系血缘可追溯至曾于1701年至1707年担任哈佛大学校长的萨缪尔·威拉德，而其母系血缘则可追溯至新泽西州学院的首任校长乔纳森·迪金森牧师。“乔赛亚·威拉德”这个名字则来源於吉布斯曾任马萨诸塞湾省布政司的祖先，乔赛亚·威拉德。
吉布斯的家人及同事一般把他父亲叫作“乔赛亚”，而称他为“威拉德”:121。老吉布斯自1824年至1861年其去世一直担任耶鲁大学神学院的经学教授。他积极支持废奴主义，曾帮助友谊号帆船所载的非洲人寻找翻译，让他们能够为反抗行为作证辩护。

### 早年

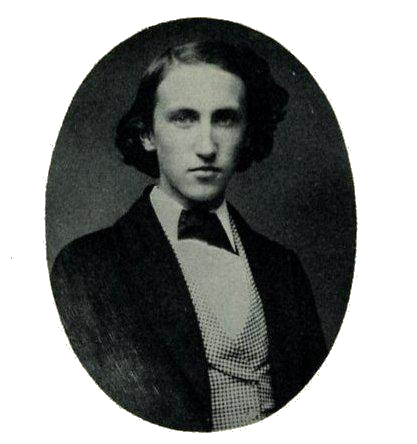
学生时代的吉布斯（大约摄于1855年）

吉布斯10歲時就读于霍普金斯学校，后于1854年进入耶鲁学院学习。在校期間，他曾因数学及拉丁语成绩优异而获奖。1858年，他以班级顶尖成绩毕业。毕业后，他留校成为谢菲尔德科学学校的研究生。19岁时，吉布斯当选康涅狄格艺术与科学学会会员。这个学会的会员大多是耶鲁学院的教员。:104数学家和天文学家休伯特·安森·牛顿是吉布斯耶魯時期的導師。牛顿对吉布斯的未來發展产生了很大程度的影響。他是流星体方面研究的权威，并且是吉布斯一生的挚友。:23–241861年，吉布斯在其父去世后继承了一笔遗产。这笔遗产足以应付其日常开支:120, 142。
吉布斯早年一直受多种健康问题困扰。他的医生曾怀疑他是结核易感者。他的母亲就是因结核丧命。同时他还患有散光。由于当时的眼科大夫对如何矫正散光仍知之甚少，因此吉布斯不得不自行验光制作矫正镜片。:29–31但他只在晚年阅读或做其他细致的工作时戴眼镜。:30–31健康状况不佳可能就是他没有在南北战争期间自愿参军的原因之一:30。战时，他也并没有受到征召，得以一直留在耶鲁:134。

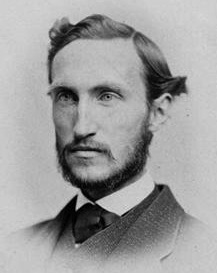
担任耶鲁学院助教时的吉布斯

1863年，耶鲁学院授予了吉布斯美国国内首个工程学哲学博士学位:32。他的学位论文题为《论直齿轮轮齿的样式》（On the Form of the Teeth of Wheels in Spur Gearing）。在这篇文章中，他利用几何方法探讨了不同的齿轮设计样式。:32毕业后，吉布斯留校当了三年助教。他头两年讲授拉丁语，第三年讲授物理。1866年，他申请了一项有关火车制动的专利:51–62。美國的火車因为此项专利不再需要配備制动员:159。同年，他在康涅狄格学会宣读了一篇题为《长度单位的确切大小》（The Proper Magnitude of the Units of Length）的论文。他在文中提出了机械领域中计量单位系统的一个合理化方案。:appendix II
在卸任助教后，吉布斯与兩個姐姐，安娜和茱莉亞，一起去欧洲旅行。在那个时代，美國在自然科学方面特别是在热力学、電磁學以及物理光學等领域的研究遠遠落後于歐洲。:391866年末至1867年初，姐弟三人都是在巴黎度过的。吉布斯在那里旁听了由著名数学家约瑟夫·刘维尔和米歇尔·沙勒在索邦学院以及法兰西公学院做的讲座。:40而在废寝忘食的学习后，吉布斯患上了重感冒。为了防止病情加重为肺结核，医生建议他去法国蔚蓝海岸养病。他与他的姐姐在那里度过数月直至完全康复。:41
随后他们辗转来到柏林。吉布斯旁听了数学家卡尔·魏尔斯特拉斯和利奥波德·克罗内克以及化学家海因里希·马格努斯的讲課。:421867年8月，吉布斯的姐姐茱莉亞与艾迪森·范·内姆在柏林完婚。范·内姆曾是吉布斯在耶鲁的同学。这对新婚夫妇随后回到了纽黑文，而吉布斯和姐姐安娜则继续留在德国。:151吉布斯在海德堡大学見習了物理学家古斯塔夫·基尔霍夫和赫尔曼·冯·亥姆霍兹的科学工作。:160
1869年6月，吉布斯回到耶鲁为工科学生教授法语。:40同时，他还致力于设计一种新型的蒸汽机调速器。这也是他在机械工程领域最后的一项重要研究。:54–551871年，他任職为耶鲁学院的数学物理学教授。这是美国国内首个同类教授席位。吉布斯当时尚未发表任何学术著作，只被指派了研究生的教学工作。吉布斯虽然此时没有任何薪酬，但仍能靠父母的遗产安稳度日。:181–182

### 中年

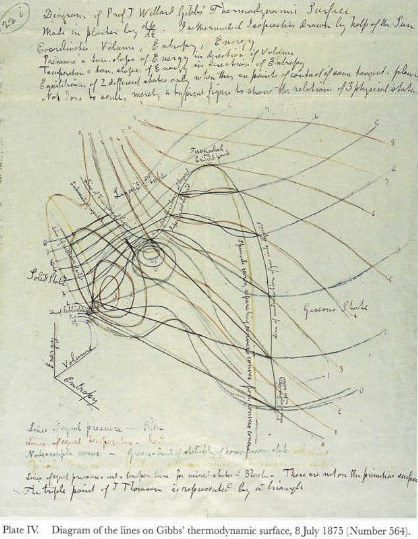
麦克斯韦所作的恒温线和恒压线的草图，为他后来制作吉布斯定义的水的等温面的黏土模子而作。

1873年，当时年已34岁的吉布斯才開始发表学术著作。该年，他在《康涅狄格学会学报》（Transactions of the Connecticut Academy）上發表了兩篇论文，论述了如何利用几何方法表示热力学量。他在這兩篇論文主要探讨了相圖应怎樣使用。在作學術研究時，吉布斯很喜歡使用相圖來啟發自己的想像力，而不是使用機械模型的方法，因為機械模型可能不會完全地模擬對應的現象。雖然那部期刊的读者中没有多少人能理解吉布斯做的这项科学工作，但在给欧洲的同行传阅他的这篇论文后，他收到了来自詹姆斯·克拉克·麦克斯韦的热情回应。麦克斯韦甚至亲手做了一个描绘吉布斯所提出的几何模型的黏土模子。随后，他利用这个模子制作了兩个石膏模型，并将其中一个寄给了吉布斯。那个模型如今就陈列在耶鲁大学物理系。
麦克斯韦在1875年出版的《热学》（Theory of Heat）的新修订本中用一章的篇幅叙述了吉布斯的这项工作。他在向伦敦化学学会做的一次演讲中叙述了吉布斯所提出的图像方法的实用性，而且在为大英百科全书撰写的有关图解法的文章中也提及了这项工作。:201然而，麦克斯韦与吉布斯之间的合作却因其英年早逝而在1879年戛然而止。而一个笑谈随后传遍了纽黑文：“只有一个活人能理解吉布斯的论文。那就是麦克斯韦，但他现在却死了。”:251
吉布斯随后将他的热力学分析方法拓展到複相系统，并考虑到了多种实际应用情况。他在一部题为《关于多相物质平衡》的学术专著中叙述了这一工作。这部专著分为两个部分，由康涅狄格学会先后于1875年和1878年出版。这部300余页的专著包含了700个有标号的方程式。:109其以鲁道夫·克劳修斯说的一段有关热力学第一定律和热力学第二定律的话开篇：“整个世界的能量是守恒的。整个世界的熵趋向于一个最大值。”:233
吉布斯在这部专著中利用热力学分析技巧严谨而巧妙地阐释了物理化学现象，对大量原本孤立的实验事实和观测结果做出了解释并将它们联系起来。:ch. V这部专著被后人称作是“热力学的《自然哲学的数学原理》”，被认为是一部“无所不包”的专著:109，为物理化學奠定了坚实的基礎。:350将这部专著译为德语的威廉·奥斯特瓦尔德把吉布斯称作是“化学能量学的鼻祖”。約翰·奥康纳和艾德蒙·罗伯逊这样评述这部专著：“这部专著的出版被公认为是化学史上一等一的要事……但是人们在许多年后才认识到它的价值。这很大程度上是由于其中的数学表述和严谨的推导过程令人望而却步。特别是对于最需要它的实验化学学生来说更是如此。”
吉布斯到了1880年才开始领到耶鲁的薪酬。那一年，新成立于巴尔的摩的约翰·霍普金斯大学为他提供了年薪为3000美元的教授职位。作为回应，耶鲁则为他开出了令他较为满意的2000美元的年薪。:91

### 晚年

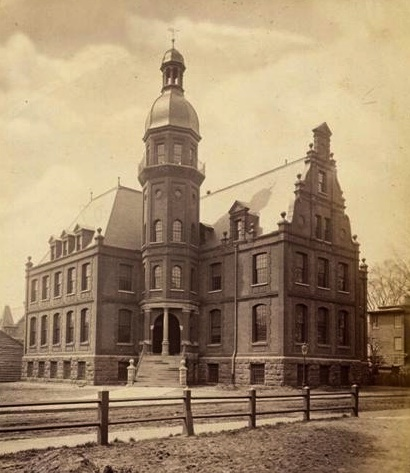
耶鲁大学的斯隆物理实验室（1882－1931），位于现在的乔纳森·爱德华兹学院。吉布斯的办公室位于二层，图中塔楼的右侧。

自1880年至1884年，吉布斯致力于将赫尔曼·格拉斯曼的外代数发展为符合物理学家需要的向量微积分。为了实现这一目标，吉布斯分别定义了两个向量的数量积和向量积，并引入了并矢张量的概念。而英国的数学家和工程师奥利弗·亥维赛也在同一时期独立地进行类似的工作。:150, 155-157吉布斯一直尝试去让物理学家们认识到向量分析相对于四元数分析的优越性。后者由威廉·哈密顿引入，当时被英国科学家广泛应用。这引起了他和彼得·泰特等人在19世纪90年代初于《自然》杂志上的一场论战。论战的焦点之一是標記方法及其背後更为深层的问题。:155
吉布斯有关向量分析的讲义《向量分析要素》（Elements of Vector Analysis）起初并没有公开发行，仅在1881年和1884年为学生进行了小批量的印刷。這本讲义可称是現代向量分析的開端。:150由埃德温·比德韦尔·威尔逊依据这部讲义改编的教科书《向量分析》（Vector Analysis）后于1901年出版。这本书推广了后来在电动力学和流体力学领域受到广泛使用的∇標記。:111他的另一项在数学领域的成就是“重新”发现了傅里叶级数的吉布斯现象。这一现象在被吉布斯发现的50年前曾被一位并不出名的英国数学家亨利·威尔布里厄姆描述过，但吉布斯本人并不知道这一点。

正弦積分函數，它給出了實數線上階躍函數的傅里葉級數與吉布斯現象相關的過衝。

在學術生涯初期，吉布斯曾在物理光學領域付出一番心力。但他在研究时常有意规避对于物质的微观结构的推测，而去選擇基於宏观的一般原則與實驗事實的论题来进行研究。所以他在發覺到物理光學領域的進一步研究必須涉及到物質微觀結構之時毅然決然地改換至熱力學領域。後來，当他意識到馬克士威提出的電磁學理論有極大的發展空間而且不需要推測物質的微觀結構时，他又重啟了在物理光學領域的研究。:121-122自1882年至1889年，吉布斯写了五篇有关物理光学的论文。在这些论文中，吉布斯运用麦克斯韦的电磁學理论研究了双折射、色散及其它重要光学现象，并批驳了开尔文勋爵等人提出的光的机械波理论。延续着他在热力学的研究的习惯，吉布斯使用的方法簡單而直接。在物質的微觀結構方面，他只做了一个相當普通且合理的假設，即物質具有一种比光波波長小，但比基本組成粒子大的細粒結構。吉布斯所獲得的結果为馬克士威電磁理論提供了決定性证据。:124-125
吉布斯创造了“统计力学”这一术语，并引入了用以描述物理系统的一些关键概念及它们相应的数学表述，包括1873年引入的吉布斯能、1876年引入的化学势:44、1902年引入的系综:143-144。吉布斯通过多粒子系统的统计性质对于热力学的唯象定律进行了理论推导。这项工作在他去世的前一年发表于对后世具有很大影响力的教科书《统计力学基本原理》（Elementary Principles in Statistical Mechanics）中。
吉布斯乐于独处的性格以及对于工作过度沉迷令学生很难接近他。他最看重的学生埃德温·比德韦尔·威尔逊这样描述吉布斯：
|  | 除了在课堂上，我们很少能看到吉布斯。在下午的工作完成后，他会在从舊斯隆实验室的办公室到他家的街上散步，作为工作与晚餐间的小锻炼。在那段时间，我们偶尔会遇到他。 |

有些數學較差的學生也多多少少由於他对于研究课题的沉迷而时常跟不上吉布斯的进度。每當學生總結對論題的表述之後，他还會習慣地問到：「是否已獲證明？」:358尽管如此，不少其他领域的著名学者也曾与吉布斯有过师生之谊。1891年，吉布斯审读了欧文·费雪的数理经济学的博士论文。:225–243吉布斯去世后，费雪资助了其著作全集的出版。吉布斯另一位著名的学生是无线电技术的先驱李·德富雷斯特。
吉布斯1903年4月28日因急性肠梗阻在纽黑文去世，享年64岁。他的葬礼两天后在他的家中举行。:197他的遗体被安葬在邻近的格罗夫街公墓。耶鲁大学同年五月在斯隆实验室举行了他的追悼会。英国物理学家约瑟夫·汤姆孙出席了追悼会并做了一个简短演讲。:197–199

### 个人生活

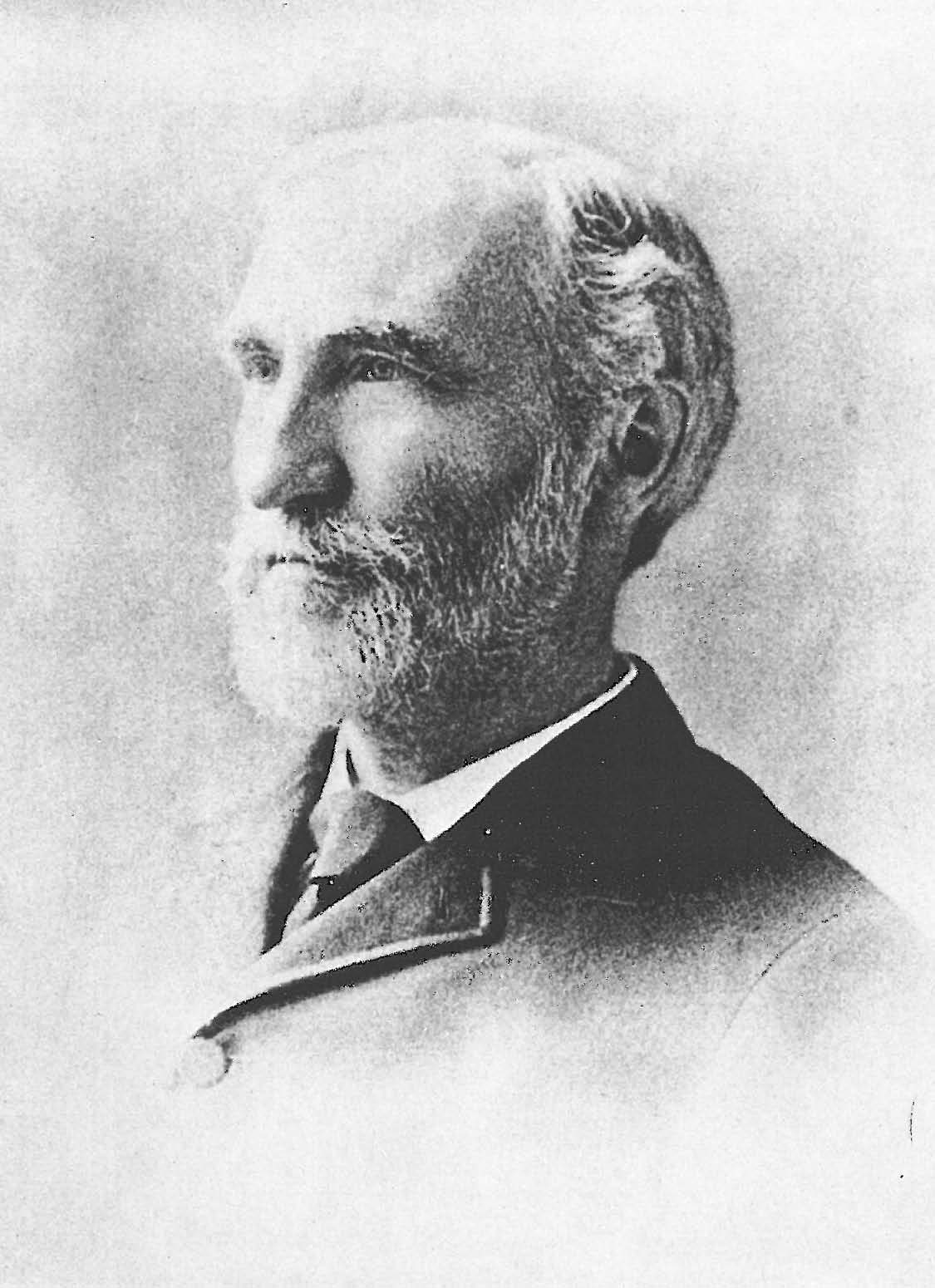
1895年左右拍摄的肖像。依据吉布斯的学生林德·惠勒描述，这幅肖像是现存肖像中最能真实展现吉布斯平时和蔼面孔的一幅。

吉布斯终身未婚，一生都与他的姐姐茱莉亚及当耶鲁大学图书馆员的姐夫在他所生所长的地方生活。除了暑假时会定期去纽约州的阿第伦达克和新罕布什尔州的白山度假:15–16以及旅居欧洲的几年外，他的一生几乎都是在纽黑文度过的。他在大一末加入了耶鲁学院教会:15–16:238并一以贯之地参与日常的活动。:16他在耶魯以「無瑕君子」而闻名。:357在总统选举中，吉布斯通常会支持共和党的候选人。但和其他超然派人士一样，他对于政治集团带来的日益严重的腐败问题十分关切。这令他在1884年美国总统选举中转而支持较为保守的民主党候选人，格罗弗·克利夫兰。:255他其他的宗教及政治观点就不再为人所知了。:16
吉布斯个人信笺并不是很多，并且后来很多或佚失或损毁:254, 345, 430。在学术著作外，他只出版了两部作品：一个是热力学数学理论奠基者之一，鲁道夫·克劳修斯的讣告，另一个则是他在耶鲁的导师休伯特·安森·牛顿的传记回忆录。:95在他的学生埃德温·比德韦尔·威尔逊看来：
|  | 吉布斯并不会花心思宣传自己，也不会刻意地去传播科学。他是那种在科研变为一种时髦前来自书香门第的学者……吉布斯并不是一个背离社会习俗的人，并不会刻意地去引人注意。他是个慈祥庄重的绅士。 |

他另一个学生林德·惠勒这样描述晚年的吉布斯：
|  | 他的衣着总是整洁得体。在街上，他还会戴一頂毡帽，而且从不会展现出那种有时被认为是天才们与生俱来的怪异举止……他为人诚恳而又会不过分热情，顯示出他天性中的那份质朴与真诚。:179–180 |

他在投资方面非常谨慎，并小心翼翼地经营着自己的财产。在他1903年去世时，他的遗产被估值十万美元。:15–16他为母校霍普金斯学校当了多年的受托人、书记以及财务员。:144他被美国总统切斯特·艾伦·阿瑟任命为1884年9月在费城召开的国家电气工程师会议的委员，并曾主持过其中一次会议。:15–16吉布斯还是一名敏锐而熟练的马术师。:191他常常被看到在閒暇時間驾着马车在纽黑文市區逛街。:224他的学生亨利·巴姆斯特德在发表在《美国科学杂志》的讣告中这样评价吉布斯的个性：
|  | 他举止不事张扬，性情和蔼，与人为善，从不急躁恼怒，毫无个人野心以及权力欲望。他一直在朝着成为一名无私的基督教徒绅士的理想而努力。在了解他的人们的心目中，他美丽而又尊貴的人格从不逊色于他科学上的伟大成就。 |

## 主要科学贡献

### 化学热力学

一個系統的可用能量（available energy），摘自吉布斯1873年發表的論文。這幅圖描繪的是恆容、絕熱條件下的系統狀態。A為初態點。曲線MN表示耗散能量曲線（最小能量曲線）。AD和AE分別是系統初態的能量和熵。AB是系統的可用能量，即系統在恆容、絕熱條件下能夠給出的最大功。AC是系統的「熵容量」，即系統在恆容、絕熱條件下能夠給出的最大熵。

吉布斯在他19世纪70年代发表的论文中提出了利用熵{\displaystyle S}，体积{\displaystyle V}，压强{\displaystyle p}和温度{\displaystyle T}等状态量来表征一个系统的内能{\displaystyle U}的方法。他还提出了化学势{\displaystyle \mu }的概念，将其定义为在恒熵恒容条件下，系统内能的增量与该种物质分子数{\displaystyle N}的增量的比值。借助这些方法及概念，吉布斯首次通过描述系统内能增量的微分的方式，將熱力學領域加以開拓：從只是有关熱能與機械能之間关系的理论，擴展為研究處於平衡狀況時的物質性質的一門學問：
{\displaystyle \mathrm {d} U=T\mathrm {d} S-p\,\mathrm {d} V+\sum _{i}\mu _{i}\,\mathrm {d} N_{i}}；
其中，{\displaystyle U}是內能，{\displaystyle T}是溫度，{\displaystyle S}是熵，{\displaystyle p}是壓強，{\displaystyle V}是體積，{\displaystyle \mu _{i}}、{\displaystyle N_{i}}分別是第{\displaystyle i}個化學物種的化學勢與粒子數（或摩尔數）。
式中最后一项为系统中所有化学物種的化学势与粒子数增量微分的乘积之和。通过对该式进行勒让德变换，他还定义了系统的吉布斯能：
{\displaystyle G=U-TS+pV}。
吉布斯能是一种热力学势，对于化学家判断某个化学反应在一定的温度和压强下是否能自发进行非常有用。利用类似的方法，他还得到了吉布斯-杜安方程。:213-214
《关于多相物质平衡》被认为是物理化学发展史上的里程碑。这部专著標誌著化學平衡理論的誕生，開啟了現代溶液理論，并糾正了电化学的錯誤理論。:77-80
此外，他还提出了吉布斯相律：
{\displaystyle F=C-P+2}；
其中，{\displaystyle F}是系统的自由度，{\displaystyle C}为系统的独立组元数，{\displaystyle P}为相态数目。
吉布斯相律被廣泛應用於冶金學、礦物學、岩石學等等學術領域，在理論化學裏更是妙用無窮。:79

### 统计力学
吉布斯与詹姆斯·麦克斯韦及路德维希·玻尔兹曼共同创建了统计力学理论。“统计力学”这个术语也是由他创造的。统计力学旨在利用统计方法从大量微观粒子的运动角度得到对于宏观的热力学现象的微观解释。他还引入了機械系統的相的概念，并在这一概念基础上引入了系综的概念，并由此给出了对于由麦克斯韦和玻尔兹曼提出的粒子系统统计性质理论的更为普遍的表述。:155-159
亨利·庞加莱於1904年提出，尽管麦克斯韦和玻尔兹曼更早利用概率的概念去解释宏观物理过程的不可逆性，但在这一问题上看得更为透彻的人是吉布斯。他在《统计力学基本原理》所做出的理论解释更容易理解。:297–320吉布斯对于不可逆性的分析及他对H定理和遍历假设的阐释对于20世纪数学物理学的发展产生重大影响。:23–38
吉布斯充分意识到，对于一个由大量经典粒子组成的系统，无论这个系统是处于固态还是處於气态，利用能均分定理都不能解釋它们的比热。他認為，基于「物质组成假定」來論述熱力學理論會遭遇到困難。這一点從上面提及的比熱这一例子中也可得知。吉布斯本人对于统计力学理论框架进行了严谨细致的构造。这使得这套理论框架在发现物质在微观遵循量子法则而非经典定律之后仍能被完整地沿用。:160-161他对于有关混合气体熵的吉布斯悖论的解释经常被认为是量子力学中粒子全同性原理的前导之一。:140–143

### 向量分析

两个向量的向量积的大小和方向。这一概念由吉布斯引入。

英国的科学家在描述物理量的动态变化时一度非常依赖威廉·哈密顿所提出的四元数的概念，比如麦克斯韦对于三维空间中电场与磁場的大小及方向不相同的电磁场所做的描述。然而，吉布斯注意到四元数之间的积总是可以表示为一个标量与一个三维向量的和。这会在數學方面带来复杂性與冗餘性。因而为了数学表述上的简洁以及便于教学，他定义了两个向量的数量积和向量积。他所运用的这两种积的表示方法至今仍被广泛运用。他还对向量微积分的发展做出了巨大贡献。他所运用的一些运算技巧至今在电动力学、流体力学等等领域仍被沿用。:107–108
19世纪70年代后期，在研究向量分析时，吉布斯发现他所运用的方法与先前赫尔曼·格拉斯曼在研究多元代数时所利用的一个方法类似。:107–109随后，吉布斯试图宣传格拉斯曼的这项工作，并强调他的方法比哈密顿的四元数方法更具一般性，并且从歷史的角度来说，被引入的時間更早。为了确立格拉斯曼方法更早被引入，吉布斯劝说格拉斯曼的后人寻找格拉斯曼1840年向柏林大学的研究机构提交的一篇论述潮汐现象的论文。在这篇论文中，格拉斯曼首先引入了后来被称为向量空间（線性空間）的概念。:113–116
由於吉布斯在19世纪80年代到90年代的努力提倡，四元数最终被由他及奥利弗·亥维赛分别独立发展的向量分析理论取代。吉布斯在确定行星及彗星的运行轨道时运用了这种向量方法。:160他还发展了互为倒易的三元向量的概念。这项工作对于之后晶体学的发展非常重要。:2–9

### 物理光学

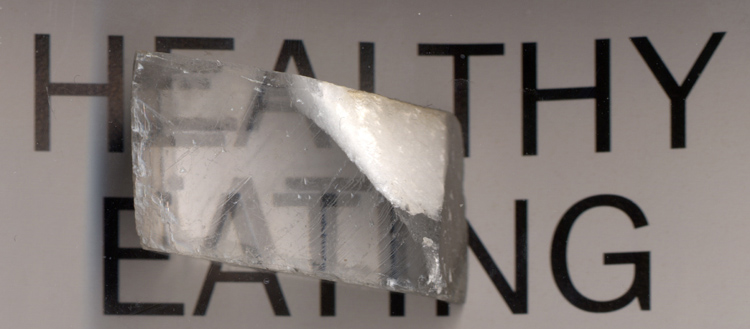
一块发生了双折射的方解石晶体。吉布斯利用有关电磁现象的麦克斯韦方程对于这一现象进行了理论解释。

尽管吉布斯在物理光学方面的研究并不如他的其它科学工作那样为人们熟知，但是他利用麦克斯韦方程组对于双折射、色散以及偏振现象做出理论解释，這是经典电磁学领域的一项重大工作。:127-129在这项工作中，吉布斯展示了麦克斯韦方程组在不需要对于物质微观结构及电磁波传播介质，即所谓的“以太”，进行任何複雜假设时，仍能对于这些现象进行充分的解释。同时，吉布斯强调，利用麦克斯韦方程，可以轻易证明纵波形式的光并不存在。光的许多性质是基于光的橫波形式。而如果利用開爾文男爵提議的机械波傳播於無窮可壓縮以太的理论去分析光的话，则需要更多特定条件才能成立，而麦克斯韦電磁學不需要引入新的假設 。:130-131在最后一篇有关物理光学的论文中，吉布斯总结：
|  | 可以这样说，利用电学理论对于光进行解释，并不需要引入新的假设，只需要利用电学相关定律即可。而且如果不把光的传播视为电场的传播的话，就很难说清介质的电性质和光性质为何会存在巧合。 |

之后不久，光的电磁性质被德国的海因里希·赫兹通过实验的方法加以证实。

## 科学界的认可
在吉布斯工作的时代，美国严谨的理论科学传统并不深厚。他所做的研究工作对于他的学生和同行而言并不易于理解。因而他竭力让他的工作成果尽可能的通俗，并简化它们的表示以令它们更容易被接受。他有关热力学的开创性的著作多数发表在《康涅狄格学会学报》上。这部期刊由他当图书馆员的姐夫担当主编，在美国读者甚少，而欧洲的读者则更为寥寥。当吉布斯向学会提交那部有关多相物质平衡态的专著时，伊莱亚斯·罗密士和休伯特·安森·牛顿都对它有些抵触，因为他们根本不理解吉布斯所做的工作，但他们仍然帮助筹集其中数学符号排字所需费用。耶鲁的一些教员以及纽黑文各行各业的人也参与协助筹集这笔资金。:225–226

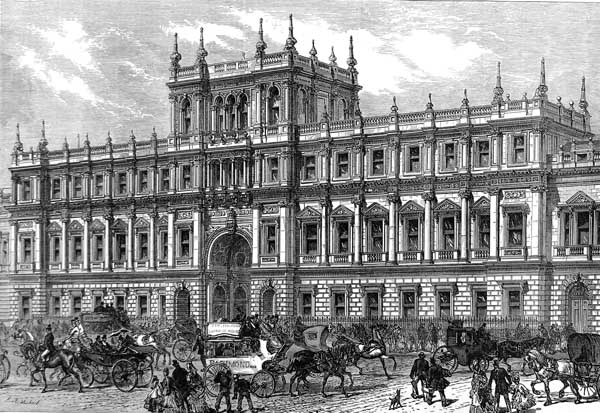
英国皇家学会所在地，伯林顿府

尽管吉布斯表述热力学定律的方法迅速被麦克斯韦接受，但其直到20世纪中叶才经过拉斯洛·蒂萨和赫伯特·卡连等人的努力获得真正广泛的应用。:ix–lxxxv詹姆斯·杰拉尔德·克劳瑟这样描述吉布斯与美国科学界同行的关系：
|  | 晚年的吉布斯是个身材高大、举止庄重、步伐矫健而又面色红润的绅士。他每天做着他那份家务，为人友善，对于不能举一反三的学生也是和蔼可亲，非常受朋友尊敬。但当时的美国科学界太过重视实际问题的解决，以至于他影响深远的科学工作在其在世时毫无用武之地。他在耶鲁度过了宁静的一生，受到一些年轻有为的学生的仰慕。但是美国科学界的同行对他的才华的印象却不是那么深刻。 |

不过，吉布斯确实获得了当时美国科学家所能获得的重要荣誉。1879年，他获选美国国家科学院院士。1880年，他因有关化学热力学的工作获得由美国文理科学院颁发的伦福德奖。他还获得了由普林斯顿大学和威廉姆斯学院颁发的名誉博士学位。
吉布斯1892年就任伦敦数学学会荣誉会员，1897年获选英国皇家学会外籍会员。:180他还获选普鲁士科学院和法国科学院院士，获得由埃尔朗根-纽伦堡大学以及奥斯陆大学授予的名誉博士学位。1901年，英国皇家学会又颁发给吉布斯当时被认为是自然科学界地位最高的国际奖项，科普利奖章，并称他“首次对热力学第二定律在化学、电学、外力做功转化的热能及热容量等方面的运用做了详尽的讨论”。美国海军驻伦敦武官，理查森·科洛弗中校代表当时身处纽黑文的吉布斯出席了颁奖仪式。:345
数学家吉安-卡洛·罗塔在他的自传中提到他一次在斯特林纪念图书馆数学书库翻阅资料时的经历。他误打误撞地发现了一个附在吉布斯课堂手记的手写的邮件清单。其中列有200多个吉布斯同时代的有名的科学家，包括庞加莱、玻尔兹曼、大卫·希尔伯特以及恩斯特·马赫等等。由此，罗塔认为吉布斯的科学工作可能比当时出版材料中所暗示的那样，更为他所处时代的科学界精英熟知。:25林德·惠勒复制了那个邮件清单，并把它附在了他为吉布斯所做的传记的附录中。:appendix IV吉布斯的专著《关于多相物质平衡》1892年被威廉·奥斯特瓦尔德译为当时在化学的科学文献中占据主导地位的德文，1899年又被亨利·路易·勒夏特列译为法语。这多少能反映出而他的科学工作受到欧洲同行的赏识。:102–104

## 影响
吉布斯为物理化学和统计力学奠定了基础。吉布斯在世时，他提出的相律即被荷兰化学家亨德里克·罗泽博姆利用实验方法验证。罗泽博姆同时还展示了这条规律在多种实际情况中的普遍适用性。:277–278而吉布斯提出的热力学理论则在20世纪初期即受到化工领域，从电化学到合成氨气的哈柏法:437–456，广泛应用。
当荷兰物理学家约翰内斯·范德瓦耳斯1910年因他关于气体和液体的状态方程的研究获得诺贝尔物理学奖时，他在获奖感言中表示他受到了吉布斯相关工作的巨大影响。马克斯·普朗克因利用量子的概念解决黑体辐射问题获得1918年的诺贝尔奖。这项工作很大程度上是基于基尔霍夫，玻尔兹曼以及吉布斯有关热力学的工作。他说，吉布斯将永远处于美国以至整个世界有史以来最为伟大的理论物理学家之列。:21

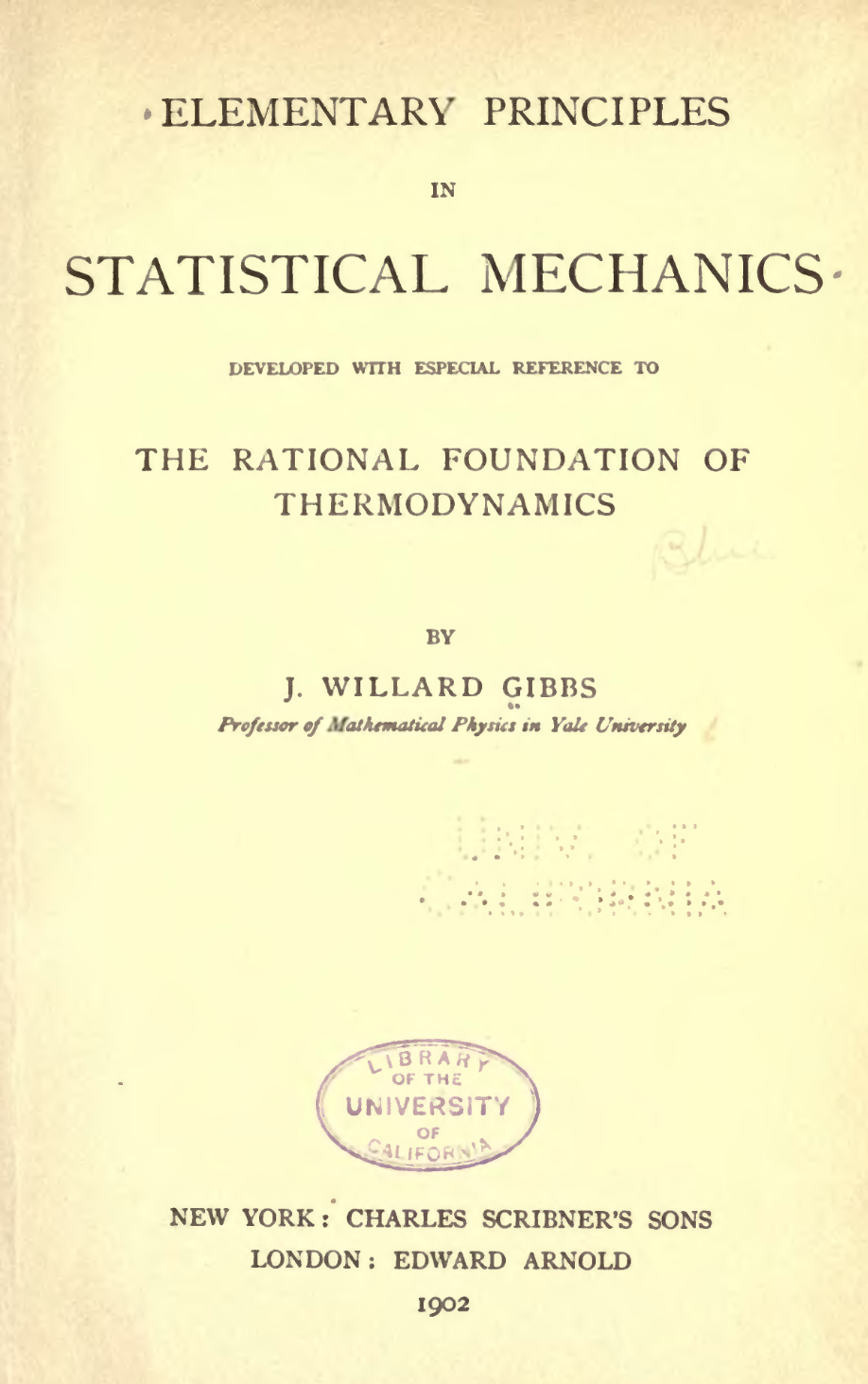
1902年出版的吉布斯的教科书《统计力学基本原理》的扉页。这部专著是奠定统计力学基础的文献之一。

20世纪上半叶，两部化学热力学奠基之作相继出版。它们都是基於吉布斯在该领域所做的工作。它们分别是1923年出版的由吉尔伯特·路易斯和梅尔·兰德尔合著的《化学过程中的热力学和自由能》（Thermodynamics and the Free Energy of Chemical Processes）和1933年出版的由爱德华·古根海姆编著的《利用威拉德·吉布斯方法的现代热力学》（Modern Thermodynamics by the Methods of Willard Gibbs）。:1
吉布斯所提出的系综这一概念在理论物理学界和纯粹数学界都产生了巨大的影响。数学物理学家阿瑟·怀特曼这样评价吉布斯：“每位曾经学习过热力学和统计力学的人都会注意到，吉布斯的科学工作最令人印象深刻的特点之一，就是他对于概念的表述非常贴切。这让它们在理论物理学和数学经过百年动荡洗礼后仍能幸存下来。”
阿尔伯特·爱因斯坦1902至1904年曾写过三篇有关统计力学的论文。但他一开始并不知道吉布斯在该领域的工作。在阅读了吉布斯所著的教科书后，爱因斯坦承认吉布斯所采用的处理方法要优于自己的，并说如果早一些知道吉布斯的相关工作的话，他可能就不会写那三篇文章了。:147–1801954年，在被问到谁是其所认识的最为伟大的思考者，爱因斯坦给出的回答是亨德里克·洛伦兹。但他后来又补充道：“我与威拉德·吉布斯素昧平生，否则我也许会将他与洛伦兹一同作为我的答案。”:73
吉布斯在其早期论文中论述的热力学的图像方法反映了后来被数学家称作是凸分析的思想。:x–xxxiv数学家巴里·西蒙称这一思想蛰伏了近75年。:287基於吉布斯关于热力学以及统计力学的工作的数学概念还有博弈论中的吉布斯引理，信息论中的吉布斯不等式:68以及计算统计学中的吉布斯取样法。:149-150
吉布斯发展的向量分析是他对数学做出的另一项巨大贡献。1901年出版的基於吉布斯讲义的《矢量分析》促进了矢量方法及其表示方法在理论物理学和数学界的推广，并令其最终取代了在当时科学文献中占主导地位的四元数。:60-61
吉布斯还是被誉为“无线电之父”的李·德富雷斯特的导师。其发明了三极管放大器。:18德福雷斯特认为“电气领域的领导者会是那些不断寻求电磁波、电磁振荡理论突破并用自己的才智探寻这种形式的能量应如何传播的人”。而他承认这一想法是来源於吉布斯。
吉布斯还对数理经济学产生了间接的影响。他曾审读1891年获得耶鲁首个经济学哲学博士学位的欧文·费雪的学位论文。在1892年出版的《价值和价格理论的数学研究》中，费雪借用吉布斯所提出的物理和化学系统的平衡理论，提出了市场的一般均衡理论，并使用了吉布斯的向量表述方法。吉布斯的门徒威尔逊也曾指导过美国著名经济学家，诺贝尔经济学奖获得者保罗·萨缪尔森。在1947年出版的《经济分析基础》一书中，他将吉布斯说的“数学是一种语言”作为该书的题词。他说他对于价格的理解的思想渊源并不是帕累托或是斯卢茨基，“而是伟大的热力学家，耶鲁大学的威拉德·吉布斯”。:863
数学家诺伯特·维纳将吉布斯利用概率论对于统计力学的表述称作是“20世纪物理的第一次重大变革”，并且认为他所提出的控制论受到其很大的影响。他在《人有人的用处》的序言中说：“本书旨在通过吉布斯的观点对于发展中的科学的实质性改造及其对我们生活态度总体上的间接影响，来说明其对于现代生活的冲击。”:10–11

## 后世对於吉布斯的纪念

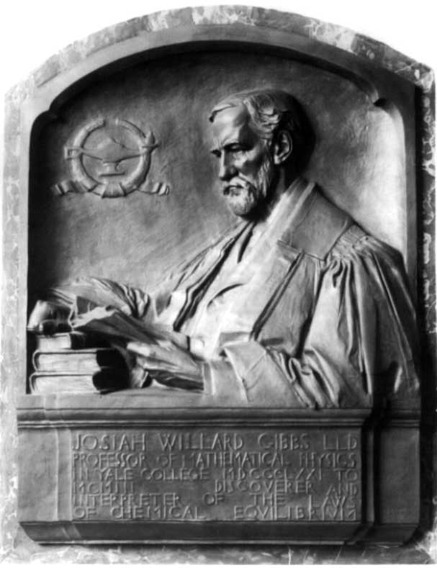
吉布斯的青铜纪念像，原于1912年安放在斯隆物理实验室，现搬遷至耶鲁大学耶鲁大学乔赛亚·威拉德·吉布斯实验室的入口处。

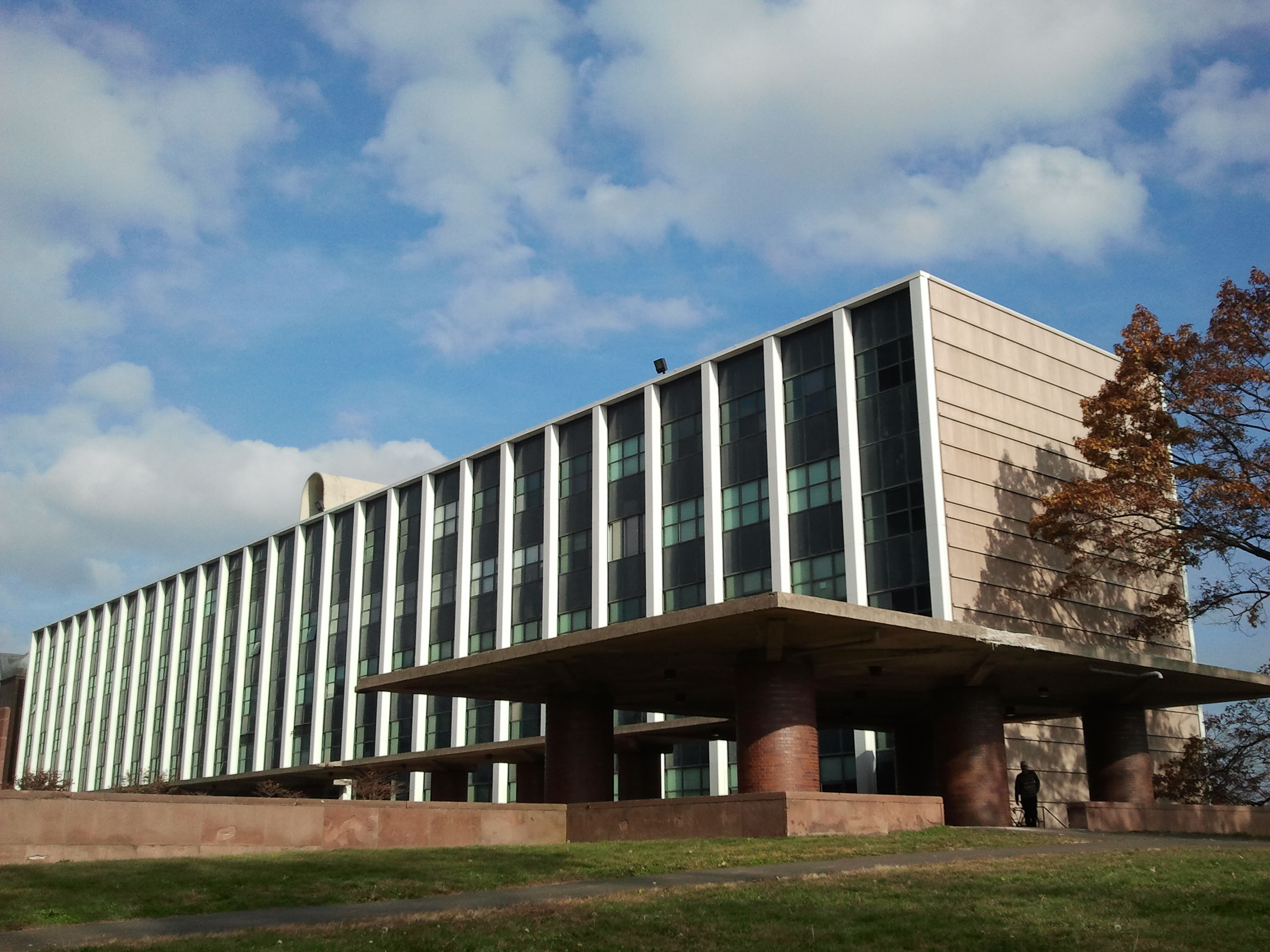
位于耶鲁大学科学山的乔赛亚·威拉德·吉布斯实验室

当德国物理化学家瓦尔特·能斯特1906年为做西利曼纪念讲座而拜访耶鲁时，他惊讶地发现当时竟然没有設立任何吉布斯的紀念碑。因此，他为资助校方树立一座纪念碑而将500美元的讲座费捐出。由雕刻家李·劳瑞完成的一尊浅浮雕纪念像最终在1912年揭幕，安放在斯隆实验室。:211910年，美国化学学会创设了威拉德·吉布斯奖，以表彰对于纯化学或应用化学做出杰出工作的人。1923年，美国数学学会捐资设立了乔赛亚·威拉德·吉布斯讲座，“以向公众展示一些数学思想及它们的应用”。
1945年，耶鲁大学设立了乔赛亚·威拉德·吉布斯理论化学教授席位。拉斯·昂萨格一直担任这一教职直到1973年。昂萨格像吉布斯一样专注于将新的数学理论引入到物理化学的研究中来。他1968年获得了诺贝尔化学奖。:77除了创设乔赛亚·威拉德·吉布斯实验室以及乔赛亚·威拉德·吉布斯数学副教授席位外，耶鲁大学还在1989年以及吉布斯去世百年之际的2003年举办了两场有关吉布斯生活和工作的专题座谈会。:3罗格斯大学也捐资设立了乔赛亚·威拉德·吉布斯热力学教授席位。伯纳德·科尔曼自1988年起就担任这一教职。
吉布斯1950年被选入美国伟人名人堂。海洋考察船乔赛亚·威拉德·吉布斯号自1958年至1971年在美国海军中服役。而为纪念吉布斯，1964年，月球东侧边缘附近的一个陨石坑被命名為吉布斯隕石坑。

2005年，美國郵政署發行了一套紀念美國科學家的郵票，其中包含了吉布斯紀念郵票。

### 文学作品中

《财富》杂志1946年6月号的封面，由阿瑟·利多夫（Arthur Lidov）创作。其中展示了吉布斯的水的等温面以及他提出的相律方程式。

1909年，美国历史学家和小说家亨利·亚当斯写了一篇题为《历史的相律》（The Rule of Phase Applied to History）的文章。文中，他试图将吉布斯的相律以及其他热力学概念运用于对于整个人类史的分析之中。威廉·詹姆士等人批评了亚当斯在对于一些科学概念理解不够充分情况下，而随意引用它们来隱喻人类的思想以及社会的变革的做法。:89–102这篇文章直到1919年亚当斯去世后才被發表於他的弟弟布鲁克斯·亚当斯编辑整理的《民主教条的退化》（The Degradation of the Democratic Dogma）一书中。
20世纪30年代，诗人穆里尔·鲁凯泽被吉布斯一生事迹所吸引，为他写了一首有关他生活和工作的长诗，《吉布斯》，并为他创作了一部传记。:73–120她这样评价吉布斯：
|  | 威拉德·吉布斯是那种将对于世界的幻想作为职业的人。他的故事如同为我们的生活和思想打开了一扇门的钥匙。在我看来，它是純粹幻想的象徵，儘管抽象與不實際，它所發掘出的理念可以被任何对它感兴趣的人在任何领域使用。对于我来说，與任何其他美国思想家、任何诗人、政客或是宗教人士的幻想相比，这种幻想更能代表幻想的本质。:6–13, 27 |

鲁凯泽所作的传记于1942年出版，受到了文学界的好评。科学界则对之毁誉参半。吉布斯的外甥，耶鲁大学物理化学教授，拉尔夫·范·内姆就对她所作的传记感到不满。这多少是由于她缺乏相关的科学训练。他因此決定不讓她閱讀家族的信笺，并劝说吉布斯以前的学生撰寫包含更多有关其科学工作的内容的传记。吉布斯的门徒埃德温·威尔逊也嚴厲批評鲁凯泽描述吉布斯一生的方式。:386–389在范·内姆和威尔逊的支持下，物理学家林德·惠勒撰寫了一本描述吉布斯的传記，并于1951年出版。:ix–xiii:287–289
《财富》杂志1946年的一期以麦克斯韦所做的基於吉布斯工作的水的等温面作为封面，并配以封面故事“基础科学”。鲁凯泽称这个面为“水的雕塑”:203，而杂志称它“是一位伟大的美国科学家的抽象创作，以当代艺术中的象征主义形式表现出来”。:117这幅由阿瑟·利多夫创作的封面里还包含吉布斯相律的数学表达式，一个雷达屏幕，示波器中显示的波形，牛顿的苹果以及一个三维相图。
斯蒂芬妮·斯特里克兰在她1997年出版的诗集《正北》（True North）中顯著地提到了吉布斯和鲁凯泽所寫的传記。托马斯·品钦在他2006年的小说《抵抗白昼》中将吉布斯设定为其中一个人物的导师。他在这部小说中也用不少的篇幅描写了冰洲石发生的吉布斯曾经研究过的双折射现象。

## 主要研究领域概览
- 物理化学：吉布斯能、相图、吉布斯相律、输运现象
- 统计力学：系綜、化学势、吉布斯熵、吉布斯悖论
- 数学：矢量分析、凸分析、吉布斯现象
- 电磁学：麦克斯韦方程组的应用、双折射